# Steel Dragon
Steel Dragon es el nombre de un grupo ficticio de hard rock y glam metal protagonizado por músicos reales, creado para aparecer en la película de Warner Bros Rock Star (2001). Los integrantes, especialmente los cantantes principales, tuvieron la imagen y actitud similar a aquellos vistos en algunas bandas de hair metal de los 80s.

## Formación
La formación de la banda en pantalla incluyó los talentos de cuatro músicos y tuvo actores que desempeñaron el papel de los cantantes principales, quienes realmente fueron doblados por los vocalistas Jeff Scott Soto (Talismán, Yngwie J. Malmsteen) y Michael Matijevic (Steelheart) durante sus presentaciones.
Además, estuvieron otros músicos adicionales quienes dieron su ayuda de contribución en el proceso de composición e interpretación de las canciones, como escuchados a continuación:
- Zakk Wylde - Guitarrista "Ghode"
- Jeff Pilson - Bajista "Jörgen"
- Jason Bonham - Baterista "A.C."
- Jeff Scott Soto - voz de "Bobby Beers"
- Michael Matijevic - voz de "Chris 'Izzy' Cole"
- Jason Flemyng (Actor) - Cantante principal "Bobby Beers"
- Mark Wahlberg (Actor) - Cantante principal "Chris 'Izzy' Cole"
- Dominic West (Actor) - Guitarrista "Kirk Cuddy"

Músicos Adicionales
- Guy Pratt (Bajo)
- Brian McLeod (Batería)
- Myles Kennedy (Voz principal) - "Thor" (Steel Dragon)
- Rafael Morales (voz principal) - "we all die young" (Steel Dragon)
- Blas Elias (Batería) - "Donny Johnson" (Blood Pollution)
- Nick Catanese (Guitarra) - "Xander Cummins" (Blood Pollution)
- Brian Vander Ark (Bajo, Voz) - "Ricki Bell" (Blood Pollution)
- Timothy Olyphant (Actor - Guitarra, Voz) - "Rob Malcolm" (Blood Pollution)

## Canciones
- "Blood Pollution"

Escrito por Twiggy Ramirez
Producido por Tom Werman
Interpretado por Steel Dragon
- "Crown Of Falsehood"

Escrito por Zakk Wylde
Producido por Tom Werman
Interpretado por Steel Dragon
- "Desperate Hearts"

Escrito por Jeff Pilson
Producido por Tom Werman
Interpretado por Steel Dragon
- "Livin' The Life"

Escrito por Peter Beckett & Steve Plunkett
Producido por Tom Werman
Interpretado por Steel Dragon
- "Long Live Rock N' Roll"

Escrito por Ritchie Blackmore & Ronnie James Dio
Producido por Tom Werman
Interpretado Steel Dragon
- "Reckless"

Escrito por Kane Roberts, Mike Slamer & Jimmy Tavis
Producido por Tom Werman
Interpretado por Steel Dragon
- "Stand Up"

Escrito por Sammy Hagar
Producido por Tom Werman
Interpretado por Steel Dragon
- "Wasted Generation"

Escrito por Desmond Child, A. Allen & J. Allen
Producido por Tom Werman
Interpretado por Steel Dragon
- "We All Die Young"

Escrito por Michael Matijevic & Ken Kanowski
Producido por Tom Werman
Interpretado por Steel Dragon
- 'colorful'

interpretado por chris"izzy"cole
the verve pipe
Sanctuary
- Datos: Q1103571